# Rayan Senhadji
Rayan Senhadji, né le 13 juin 1997 à Lyon en France, est un footballeur franco-algérien. Il évolue au poste de défenseur central au FK Sumgayit.

## Biographie
Formé au FC Sochaux-Montbéliard, Rayan Senhadji y remporte la Coupe Gambardella en 2015 avant de signer son premier contrat pro l'année suivante. Il joue ses premiers match avec l'équipe professionnel lors de la saison 2019-2020 en lors d'une défaite en Coupe de la Ligue contre le Paris FC puis en Coupe de France face au SAS Epinal avant d'être prêté à l'AS Béziers en National pour y terminer la saison. Il quitte le club sochalien à son retour de prêt.
Il rejoint à l'été 2020 le PFK Montana qui évolue en Bulgarie. Il y découvre la première division et marque son premier but en professionnel en championnat contre le PFK Tcherno More.
Après un passage au Jammerbugt FC, en deuxième division danoise, Rayan Senhadji signe avec le club algérien de la JS Kabylie le 26 juin 2022. Mis de côté par le club algérien où il ne joue que deux matchs et essuyant les refus de clubs de National 1, il pense a arrêter le foot mais trouve finalement une porte de sortie et revient en Bulgarie au Pirin Blagoevgrad pour six mois avant de s'engager dans un autre club bulgare le FC Krumovgrad.
Le 15 janvier 2024, Senhadji, il signe avec un Russe de Premier-Liga, le FK Fakel, Il a fait ses débuts en Premier-Liga pour le FK Fakel le 3 mars 2024 lors d'un match contre le Pari Nijni Novgorod.
Le 23 juillet 2025, Senhadji a signé avec le FK Sumgayit.

## Statistiques

### En club
| Saison                | Club                   | Championnat           | Championnat | Championnat | Championnat | Coupe nationale | Coupe nationale | Coupe nationale | Coupe de la Ligue | Coupe de la Ligue | Coupe de la Ligue | Total | Total | Total |
| Saison                | Club                   | Division              | M.          | B.          | P.d.        | M.              | B.              | P.d.            | M.                | B.                | P.d.              | M.    | B.    | P.d.  |
| 2016-2017             | FC Sochaux-Montbéliard | Ligue 2               | 0           | 0           | 0           | -               | -               | -               | -                 | -                 | -                 | 0     | 0     | 0     |
| 2018-2019             | FC Sochaux-Montbéliard | Ligue 2               | -           | -           | -           | 0               | 0               | 0               | -                 | -                 | -                 | 0     | 0     | 0     |
| 2019-2020             | FC Sochaux-Montbéliard | Ligue 2               | 0           | 0           | 0           | 1               | 0               | 0               | 1                 | 0                 | 0                 | 2     | 0     | 0     |
| 2019-2020             | Avenir sportif Béziers | National              | 5           | 0           | 0           | -               | -               | -               | -                 | -                 | -                 | 5     | 0     | 0     |
| 2020-2021             | PFK Montana            | Efbet Liga            | 14          | 1           | 0           | 2               | 0               | 0               | -                 | -                 | -                 | 16    | 1     | 0     |
| 2021-2022             | Jammerbugt FC          | 1.Division            | 14          | 0           | 0           | -               | -               | -               | -                 | -                 | -                 | 14    | 0     | 0     |
| 2022-2023             | JS Kabylie             | Ligue 1               | 2           | 0           | 0           | -               | -               | -               | -                 | -                 | -                 | 2     | 0     | 0     |
| 2022-2023             | Pirin Blagoevgrad      | Efbet Liga            | 15          | 0           | 0           | -               | -               | -               | -                 | -                 | -                 | 15    | 0     | 0     |
| 2023-2024             | FC Krumovgrad          | Efbet Liga            | 17          | 0           | 0           | 1               | 0               | 0               | -                 | -                 | -                 | 18    | 0     | 0     |
| 2023-2024             | FK Fakel               | Premier-Liga          | 12          | 0           | 0           | -               | -               | -               | -                 | -                 | -                 | 12    | 0     | 0     |
| 2024-2025             | FK Fakel               | Premier-Liga          | 12          | 0           | 0           | 3               | 0               | 0               | -                 | -                 | -                 | 15    | 0     | 0     |
| Sous-total            | Sous-total             | Sous-total            | 24          | 0           | 0           | 3               | 0               | 0               | -                 | -                 | -                 | 27    | 0     | 0     |
| Total sur la carrière | Total sur la carrière  | Total sur la carrière | 91          | 1           | 0           | 7               | 0               | 0               | 1                 | 0                 | 0                 | 99    | 1     | 0     |

## Palmarès
Il remporte la Coupe Gambardella en 2015 avec le FC Sochaux-Montbéliard.